# Maria Mancini (dominikanka)
Maria Mancini (ur. 1355, zm. 22 stycznia 1431) – włoska dominikanka, błogosławiona Kościoła katolickiego.

## Życiorys
Od dziecka odwiedzały ją anioły. Była trzykrotnie mężatką i urodziła siedmioro dzieci. Wstąpiła do klasztoru św. Krzyża. Zmarła mając 76 lat.
W dniu 2 sierpnia 1855 r. jej kult jako błogosławionej został potwierdzony przez papieża Piusa IX.